# Mohammadgholi Gheszlagh
Mohammadgholi Gheszlagh – wieś w Iranie, w ostanie Azerbejdżan Zachodni, w szahrestanie Mijandoab. W 2006 roku liczyła 444 mieszkańców.